# The Physical World
The Physical World è il secondo album dei Death from Above 1979, pubblicato il 9 settembre 2014.

## Il disco
The Physical World esce a 10 anni di distanza dal primo album della band canadese intitolato You're a Woman, I'm a Machine.
Il primo singolo, Trainwreck 1979, è stato distribuito l'8 luglio 2014. Nella stessa occasione la band ha reso nota la tracklist del nuovo album che conterrà 11 tracce . Il 14 agosto 2014 è stato pubblicato il secondo singolo, Government Trash .
La canzone Crystal Ball è stata inclusa nella colonna sonora del videogioco di calcio FIFA 15 .

## Tracce
1. Cheap Talk – 3:15
2. Right On, Frankenstein! – 3:05
3. Virgins – 3:08
4. Always On – 2:32
5. Crystal Ball – 2:51
6. White Is Red – 4:27
7. Trainwreck 1979 – 3:46
8. Nothin' Left – 2:30
9. Government Trash – 3:00
10. Gemini – 2:25
11. The Physical World – 4:51